# Braslaŭ
Braslaŭ (bělorusky Браслаў, rusky Браслав – Braslav, polsky Brasław, litevsky Breslauja) je město ve Vitebské oblasti v Bělorusku. K roku 2017 měla bezmála deset tisíc obyvatel.
Podle města se nazývá blízký národní park Braslavská jezera.

## Poloha a doprava
Braslaŭ leží na severním břehu jezera Dryvjaty. Od Vitebsku, správního střediska oblasti, je vzdálen přibližně 320 kilometrů severozápadně, naopak bělorusko-lotyšská hranice je od města vzdálena jen zhruba deset kilometrů severozápadně.
Z Braslaŭ vede mezistátní silnice na severozápad do Daugavpilsu v Lotyšsku, na východ do Mjor a na jihovýchod do Hlybokaje.

## Dějiny
První zmínka o městě je z roku 1065. Město v tehdejším Polockém knížectví bylo pojmenováno po knížeti Brjačislavovi I. Polockém a původně se nazývalo Brjačislavl.

### Rodáci
- Aleh Butkiewicz (* 1972), biskup vitebské diecéze